# Jardim Oceânico

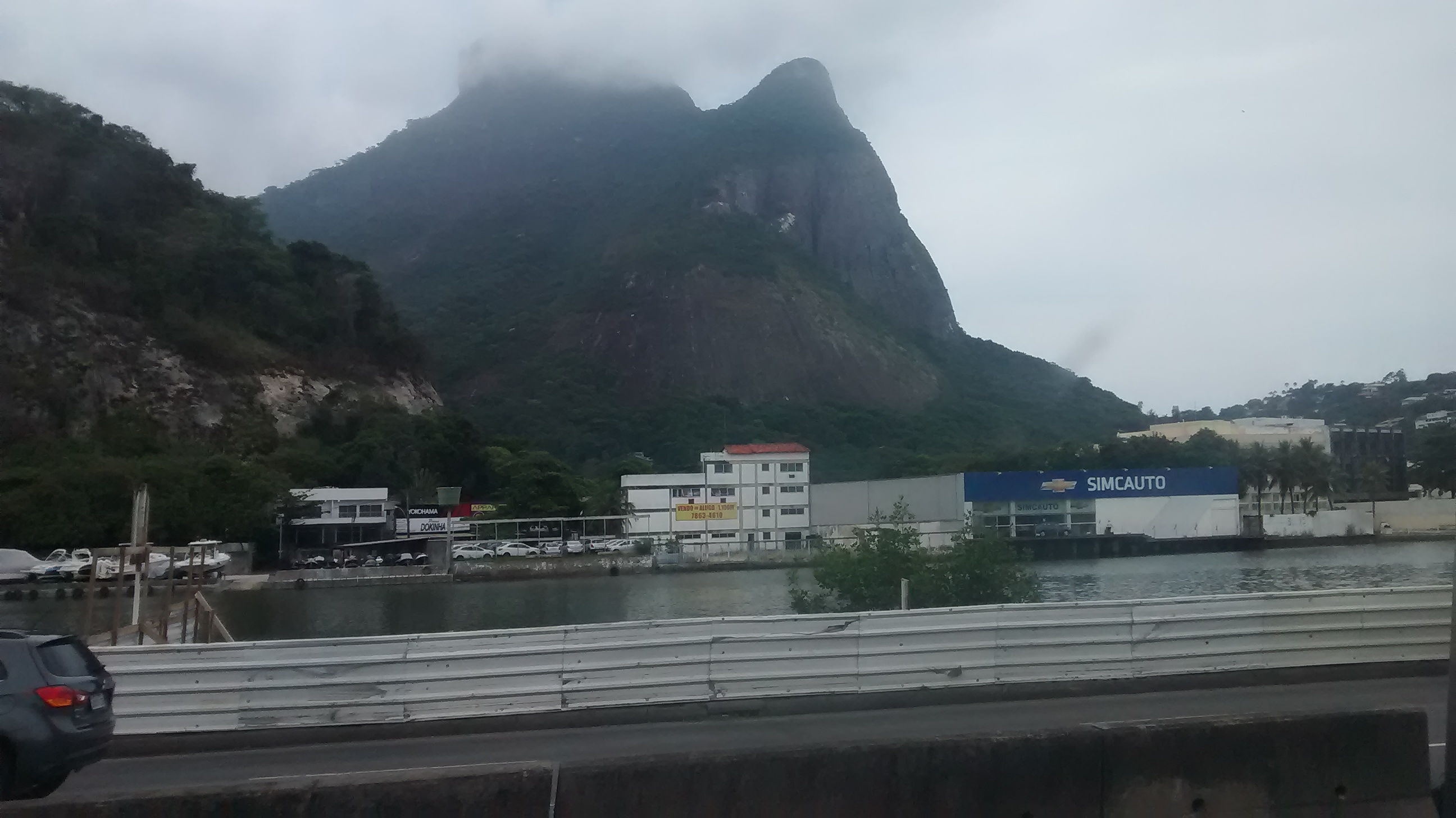
Jardim Oceânico

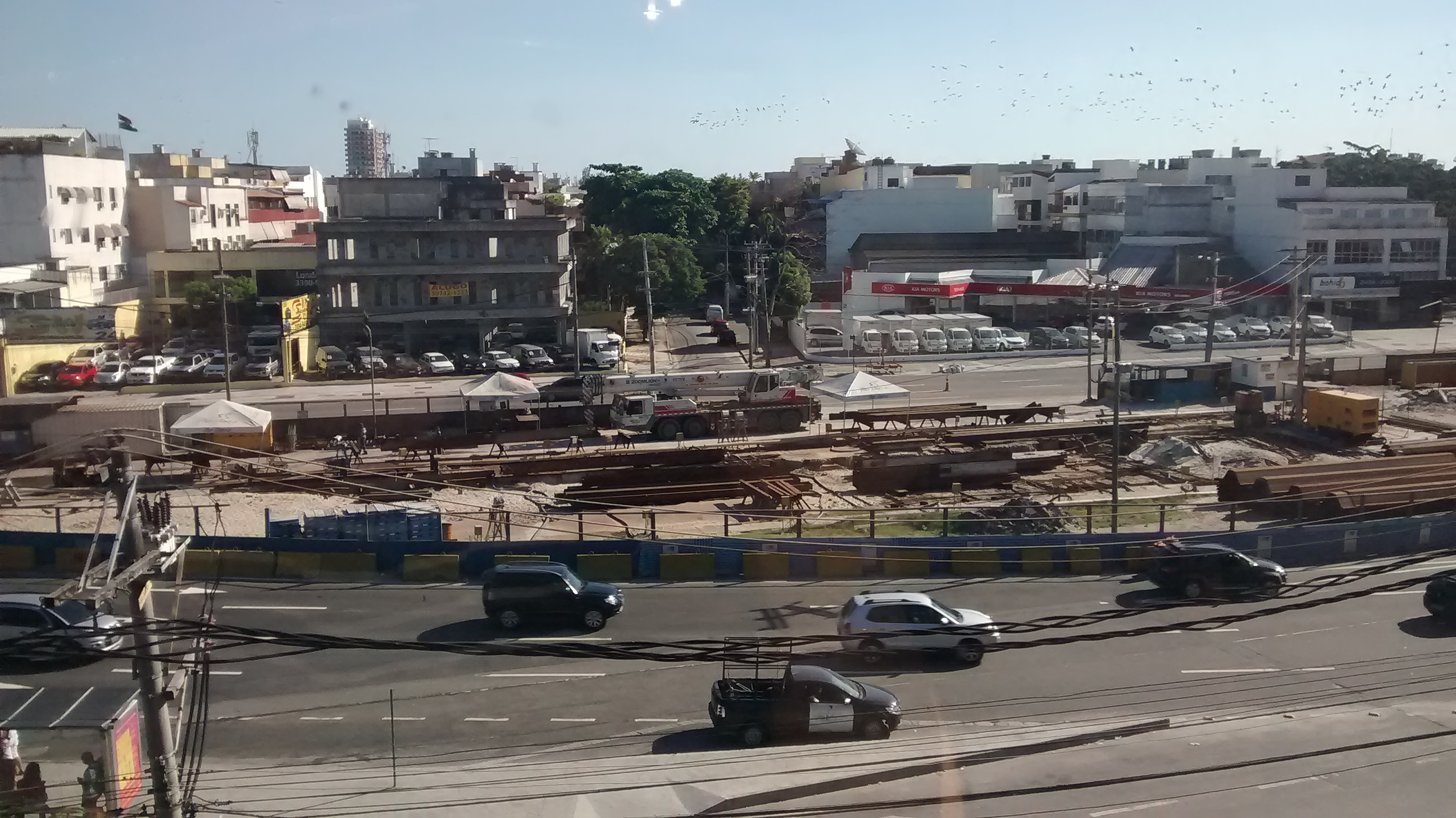
Jardim Oceânico em obras para implantação da primeira estação do metrô na Barra

Jardim Oceânico é um sub-bairro da Barra da Tijuca, bairro da Zona Oeste do Rio de Janeiro.

## História
Localizado na extremidade leste da Barra da Tijuca, é delimitado pelo mar entre os postos 1 e 4 da Praia da Barra e pela Lagoa da Tijuca, da ponte que leva ao Itanhangá à estação de BRT. O gabarito do Jardim Oceânico, assim como o do Recreio dos Bandeirantes, só permite prédios baixos com raras exceções. 
Suas vias principais são a Avenida Armando Lombardi, a Avenida Ministro Ivan Lins, a Avenida Olegário Maciel, a Avenida Sernambetiba e a Avenida do Pepê.
A Avenida Olegário Maciel recentemente tornou-se pólo gastronômico da região e atrai públicos de todo o Rio com suas variadas opções de bares e restaurantes. 
Na faixa da praia, o Postinho (entre o posto 1 e 2), o Praia Linda e o Pepê (entre os postos 2 e 3) são os lugares mais conhecidos e frequentados, devido as condições perfeitas para a prática do surf, aos clubes de KiteSurf e rota dos principais quiosques e barracas da Praia da Barra.
A região possui ainda vasto comércio de rua, com supermercados, o Shopping Barra Point e outros pequenos shoppings, lojas, bares, motéis, casas de festas infantis, boates (a região tornou-se um importante ponto da vida noturna da cidade) e ruas residenciais tranquilas e arborizadas. É a parte da Barra da Tijuca que mais se assemelha à Zona Sul do Rio quanto ao padrão da urbanização, tendo o plano de Lúcio Costa, respeitando tais características para as extremidades da região (Jardim Oceânico e Recreio dos Bandeirantes), que são projetos urbanísticos anteriores ao da Barra propriamente dita, que é essencialmente modernista.

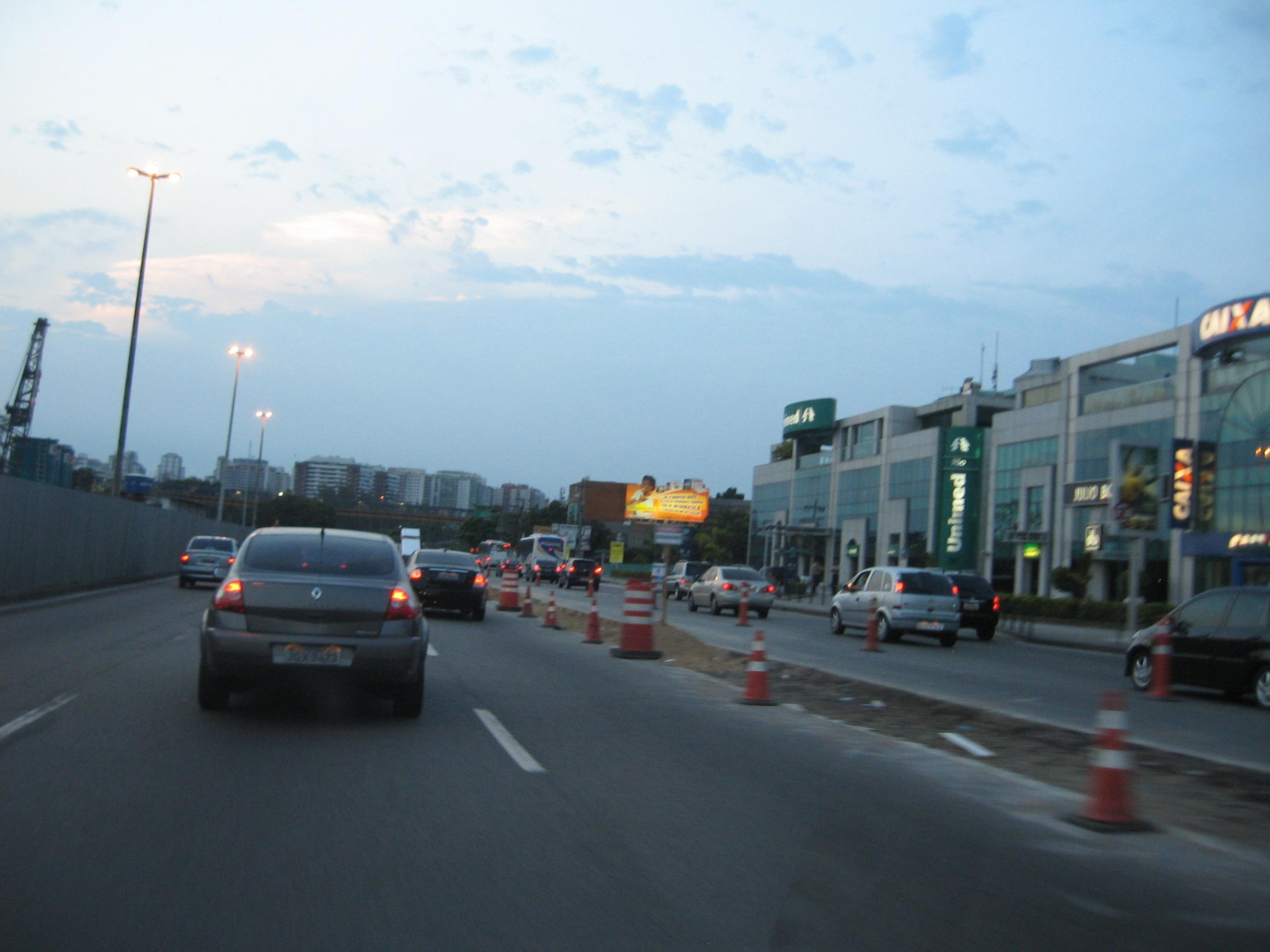
Avenida Armando Lombardi em obras para a construção do Metrô.

Possui aproximadamente 30 mil habitantes, e 1,5 mil prédios e casas. 
Em julho de 2016, o Jardim Oceânico recebeu a primeira estação de metrô da Barra da Tijuca, como parte integrante da Linha 4 do Metrô do Rio de Janeiro, juntamente a uma expansão do corredor de BRT TransOeste, integrando ambos os sistemas de transporte para a disputa dos Jogos Olímpicos de Verão, realizados naquele ano, no Rio de Janeiro.